# حوضه آبریز دریای خزر

موقعیت حوضه آبریز دریای مازندران

حوضه آبریز دریای مازندران یکی از حوضه‌های باز ایران است که در تقسیم‌بندی حوضه‌های آبریز ایران، حوضهٔ اصلی به شمار می‌رود. مساحت این حوضه، ۱۷۴٬۶۱۸ کیلومتر مربع است و به ۷ زیرحوضه تقسیم شده‌است. این حوضه شامل آبراهه‌هایی است که به دریای مازندران منتهی می‌شوند. عمدهٔ این آبراهه‌ها کاملاً در داخل ایران جریان می‌یابند تا وارد دریا شوند؛ رود ارس در مرز ایران با آذربایجان و ارمنستان جریان دارد و پس از ورود به آذربایجان به دریا می‌ریزد. رود اترک نیز پس از ورود به ترکمنستان وارد دریای مازندران می‌شود.

## زیرحوضه‌ها
برپایهٔ دستور العمل تقسیم‌بندی حوضه‌های ایران، حوضهٔ آبریز دریای مازندران به زیرحوضه‌های زیر تقسیم می‌شود:
| کد | نام زیرحوضه  | مساحت کیلومتر مربع | تعداد زیرحوضه‌ها | منبع فهرست |
| -- | ------------ | ------------------ | --------------- | ---------- |
| ۱۱ | ارس          | ۳۹٬۵۳۴             | ۷               | [ ۳ ]      |
| ۱۲ | تالش–مرداب   | ۶٬۸۲۷              | ۲               | [ ۴ ]      |
| ۱۳ | سفیدرود بزرگ | ۵۹٬۲۱۷             | ۴               | [ ۵ ]      |
| ۱۴ | لاهیجان–نور  | ۱۰٬۹۰۵             | ۳               | [ ۶ ]      |
| ۱۵ | هراز–نکا     | ۱۸٬۶۴۴             | ۵               | [ ۷ ]      |
| ۱۶ | قره‌سو–گرگان  | ۱۳٬۰۶۱             | ۲               | [ ۸ ]      |
| ۱۷ | اترک         | ۲۶٬۴۳۰             | ۶               | [ ۹ ]      |